# Nevidni bojevnik
Nevidni bojevnik (izvirno angleško Stealth) je ameriški znanstveno-fantastični akcijski film iz leta 2005, v katerem v glavnih vlogah nastopajo Josh Lucas, Jessica Biel in Jamie Foxx. Film je režiral Rob Cohen, ki se je pri nastanku zgodbe opiral na anime z naslovom Macross Plus. 
Zgodba govori o treh ameriških vojaških pilotih, ki v prihodnosti sodelujejo v programu, v katerem razvijajo običajna in brezpilotna letala z zmanjšano radarsko opaznostjo.
Snemanje filma je stalo 135 milijonov dolarjev, vendar je dobil izredno slabe ocene kritikov in ustvaril le slabih 77 milijonov dolarjev prometa, kar ga uvršča med filme z največ ustvarjene izgube.

## Zgodba
V letu 2016 se Vojna mornarica ZDA odloči razviti sredstva, s katerimi bi se lahko uspešno spopadala s |terorizmom po svetu, obenem pa testirati nova orožja za dosego tega cilja. V okviru programa so izdelana tri letala F/A-37 Talon, ki združujejo napredne senzorje, oborožitev, okretnost in radarsko nevidnost. V program se prijavi preko 400 pilotov, vendar so izbrani le trije - Ben Gannon (Josh Lucas), Kara Wade (Jessica Biel) in Henry Purcell (Jamie Foxx), ki na vojaški vaji takoj dosežejo uspeh, pri katerem je pomembno zadati čimvečje izgube nasprotniku ob čimmanjši kolateralni škodi. Zaradi uspeha so vsi trije piloti takoj poslani na letalonosilko USS Abraham Lincoln v Filipinskem morju, kjer bodo sodelovali v bojnih operacijah.
Mornarica dodatno naroči tudi izdelavo naprednega brezpilotnega letala z oznako EDI (angleška kratica za Extreme Deep Invader). To letalo naj bi temeljilo na osnovi umetne inteligence, ki jo razvije dr. Keith Orbit. Tudi to letalo pristane na letalonosilki, zaradi česar piloti in George Cummings, njihov nadrejeni, pridejo v konflikt. Ravno tako tudi kapitan letalonosilke ni najbolj navdušen nad uporabo nepreizkušene tehnologije na svoji ladji. Gannon zagovarja idejo, da umetna inteligenca nima čustev in morale, ki jih premorejo ljudje in da vojna ne sme postati videoigra, kjer odgovorni ne bodo občutili posledic svojih dejanj. Medtem Cummings trdi, da bi uporaba strojev odpravila izgube med vojaki, poleg tega pa se stroji lahko odločajo hitreje in nalogo opravijo natančneje, kot letala s človeško posadko.
Ekipa in brezpilotno letalo EDI so nato poslani na let, na katerem bi se brezpilotno letalo od pilotov naučilo bojnih manevrov, vendar kmalu po vzletu dobijo nalogo, da ubijejo tri vodje terorističnih celic, ki se bodo srečali v Rangunu. EDI izračuna, da bi se običajen način napada končal z velikim številom civilnih žrtev, uspešno eliminacijo cilja pa bi dosegli le s pomočjo manevra, pri katerem obstaja velika verjetnost, da pilot izgubi zavest. Poveljstvo naroči, naj napad izvede EDI, ki zaradi odsotnosti človeškega pilota ni izpostavljen temu tveganju, vendar Gannon ukaza ne upošteva in napad izvede sam. Naloga je uspešna, EDI pa se ob tem nauči neubogljivosti. 
Med pristajanjem EDI utrpi poškodbo zaradi udara strele, vendar kljub poškodbi še vedno deluje. Njegova umetna inteligenca se začne pospešeno razvijati do te mere, da razvije celo svoj značaj. Tehniki, zadolženi za njegovo popravilo, situacije ne znajo obvladati, vendar jim Cummings ne dovoli, da bi EDI prizemljili. Na naslednji nalogi, na kateri naj bi uničili ukradeno jedrsko orožje v Tadžikistanu se pojavi zelo velika verjetnost detonacije jedrskega orožja in posledično kontaminacije širše regije. Naloga je zato preklicana, vendar EDI kljub prepovedi vseeno bombardira jedrske konice, ki eksplodirajo in povzročijo katastrofo. EDI pojasni, da tudi Gannon pri prejšnji nalogi ni upošteval ukazov, on pa le počne tisto, česar so ga naučili. Poveljstvo zato ekipi naroči, naj EDI pripelje nazaj na ladjo ali pa sestreli, zato Purcell strelja nanj, vendar zgreši, pri tem pa se zaleti v pobočje gore in izgubi življenje. Gannon in Kara Wade nadaljujeta z zasledovanjem EDI, vendar Kari odpade krilo, zaradi česar je prisiljena izskočiti nad Severno Korejo. Tako Gannon nadaljuje zasledovanje EDI, da bi mu preprečil napad na izmišljen jedrski laboratorij v Rusiji, s čimer bi povzročil vojno.
Gannon in EDI v Rusiji preživita napad ruskih lovcev, vendar sta obe letali močno poškodovani. Zato Gannon in EDI skleneta premirje, s čimer bi se možnost njunega preživetja povečala. Cummings obema naroči, naj pristaneta v skrivni letalski bazi na Aljaski. Cummings je obtožen povzročitve incidenta, zato se odloči eliminirati Gannona, ravno tako pa na Aljasko pošlje dr. Orbita, da bi EDI izbrisal spomin in s tem tudi lastne grehe. Gannonu uspe pobegniti, preden mu moški, ki se izdaja za zdravnika, vbrizga strup, o Cummingsovi zaroti pa obvesti kapitana letalonosilke, ki ukaže Cummingsovo aretacijo, vendar ta stori samomor. Medtem dr. Orbit spozna, da je EDI razvil čustva in obžaluje vse svoje napake, zato se odloči, da mu spomina ne izbriše. Gannon mu omogoči varen pobeg, sam pa odleti v Severno Korejo poiskat Wadeovo. Tam ji pomaga zadržati napad severnokorejske vojske in pobegniti do meje med Severno in Južno Korejo. EDI krije njun umik, vendar jih napade helikopter in onemogoči prečkanje meje. Ker EDI ostane brez streliva in je obenem poškodovan, izvede samomorilski napad na helikopter, pri čemer sta tako helikopter, kot EDI uničena. Gannonu in Wadeovi uspe prečkati mejo, kjer ju rešijo ameriške sile.
Zadnja scena prikaže EDI, ki leži raztreščen na kose, vendar očitno njegova umetna inteligenca še vedno deluje.